# Milán-San Remo 1987
La Milán-San Remo 1988 fue la 78.ª edición de la Milán-San Remo. La carrera se disputó el 21 de marzo de 1987, siendo el vencedor final el suizo Erich Maechler, que s'imposà en solitari a la meta de Sanremo. 

## Clasificación final
| Pos. | Ciclista            | Equipo                   | Tiempo     |
| ---- | ------------------- | ------------------------ | ---------- |
| 1    | Erich Maechler      | Carrera Jeans            | 7h 00' 52" |
| 2    | Eric Vanderaerden   | Panasonic - Merckx - Agu | + 06"      |
| 3    | Guido Bontempi      | Carrera Jeans            | + 08"      |
| 4    | Sean Kelly          | KAS                      | m. t.      |
| 5    | Giuseppe Calcaterra | Atala-Ofmega             | m. t.      |
| 6    | Teun van Vliet      | Panasonic - Merckx - Agu | m. t.      |
| 7    | Paul Popp           | Paini-Bottecchia-Sidi    | m. t.      |
| 8    | Franco Chioccioli   | Gis Gelati-Jollyscarpe   | m. t.      |
| 9    | Dag Erik Pedersen   | Ariostea                 | m. t.      |
| 10   | Rolf Sørensen       | Remac-Fanini             | m. t.      |